# Petrophila cronialis
Petrophila cronialis là một loài bướm đêm trong họ Crambidae.